# Mammazyste

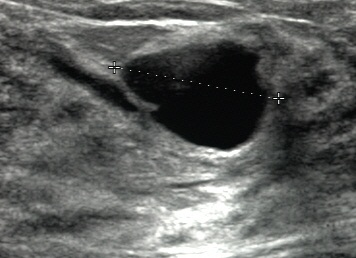
Glatt begrenzte Mammazyste

Eine Mammazyste ist eine gutartige Bildung der weiblichen Brust, bei der es durch Verlegung der Azini zu einer Ansammlung von Sekret kommt. Sie sind eine häufige Begleiterscheinung der fibrozystischen Mastopathie. 
Mammazysten entstehen häufig schnell und können von Patientinnen aufgrund des knotigen Tastbefunds fälschlicherweise für Brustkrebs gehalten werden. Die diagnostische Abklärung erfolgt durch Mammasonographie, bei der sich die Zysten als echoleere, klar umgrenzte Gebilde zeigen, deren Rand keine papillären Strukturen aufweist. In der Mammographie zeigen sich Zysten als scharf begrenzte Strukturen mit angedeutetem Halo-Phänomen. Unter Umständen kann eine Punktion (Feinnadelbiopsie) unter Ultraschallkontrolle mit zytologischer Untersuchung des Sekrets angezeigt sein.
Eine Behandlung ist nur bei rezidivierenden multiplen Zysten angezeigt. Eingesetzt werden können Danazol, Tamoxifen oder GnRH-Analoga wie Goserelin.